# Брионн, Луи-Шарль де Лоррен
Луи-Шарль де Лоррен (фр. Louis Charles de Lorraine; 10 сентября 1725 — 28 июня 1761) — французский аристократ, принц де Ламбеск и граф де Брионн (1743—1761), обер-шталмейстер Франции (1753—1761), губернатор Анжу (с 1740).

## Биография
Представитель рода Гизов, младшей ветви Лотарингского дома. Единственный сын Луи Лотарингского (1692—1743), принца де Ламбеск, и Жанны Генриетты Маргариты де Дюрфор, внучке маршала Франции Жака-Анри де Дюрфора, 1-го герцога де Дюра.
По отцовской линии Луи-Шарль был представителем рода Гизов, младшей ветви Лотарингского дома. Его кузеном и кузиной были будущий император Священной Римской империи Франц I Стефан и Елизавета Терезия Лотарингская, в замужестве королева Сардинии.
По материнской линии его предком был Анри де Ла Тур д’Овернь, виконт де Тюренн, отец знаменитого полководца Тюренна.
С рождения носил титул графа де Брионн, позднее он стал известен как принц де Ламбеск.

## Карьера
В январе 1740 года Луи-Шарль Лотарингский был записан в полк лейб-гвардии. В апреле того же года он получил от короля должность губернатора Анжу, которую раньше занимал его отец.
В декабре 1753 года Луи-Шарль Лотарингский был назначен обер-шталмейстером Франции, эту должность ранее занимал его дальний родственник Шарль Лотарингский (1684—1751), граф Арманьяк. Эта должность была одной из высших коронных постов во Франции, её мог занимать член королевской семьи.
Король Франции Людовик XV назначил его бригадиром королевской армией в апреле 1745 года и сделал кавалером Ордена Святого Духа (21 мая 1752).

## Семья и дети

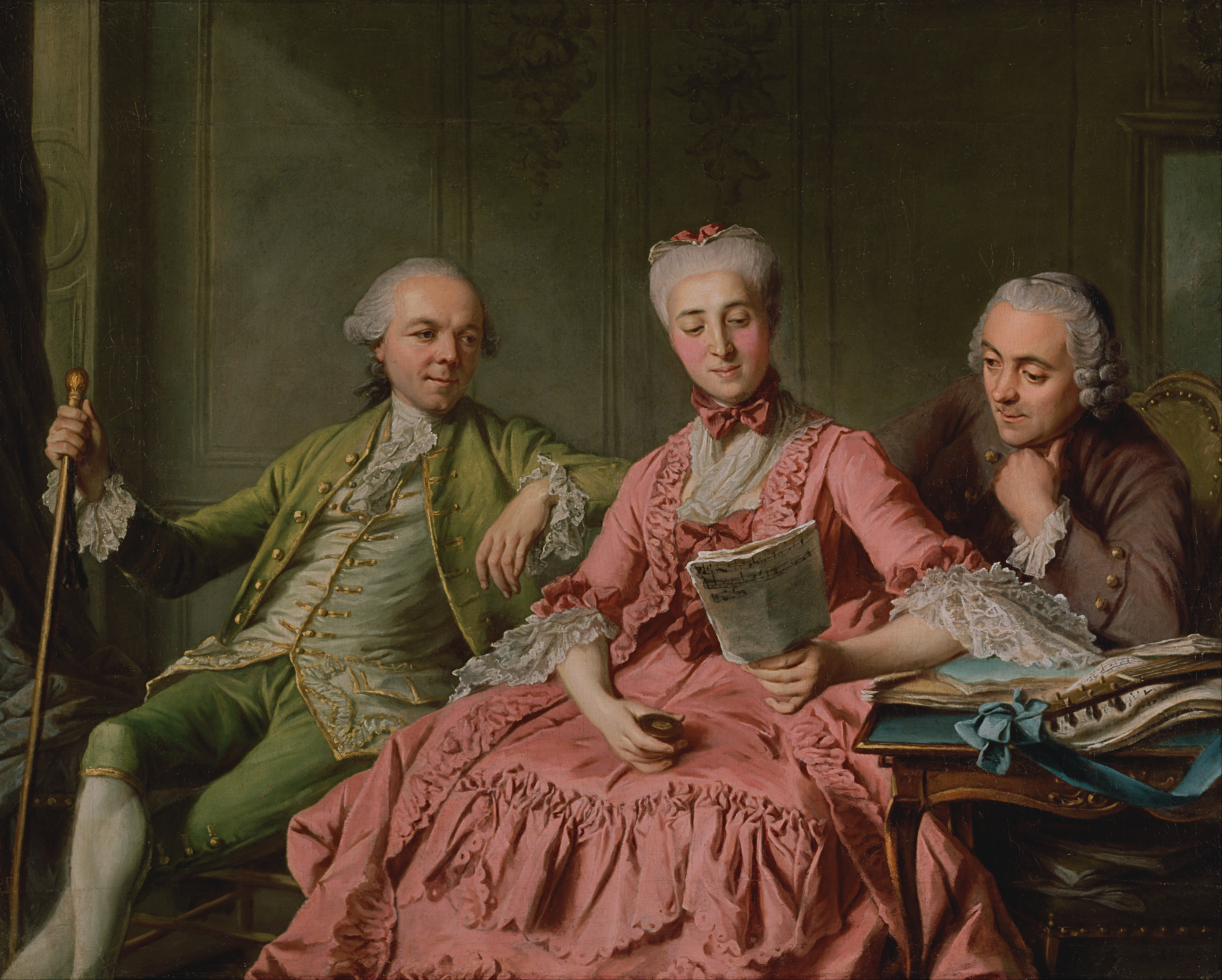
жена Луи и герцог де Шуазёль

31 января 1740 года первым браком женился на Луизе Шарлотте де Грамонт (1725—1742), мадемуазель де Гиш, внучке маршала Франции Антуана де Грамонта. Брак был бездетным.
29 декабря 1744 года вторично женился на Огюсте де Кэткен (1722—1746), от брака с которой также не имел детей.
3 октября 1748 года в Париже в третий раз женился на Луизе де Роган (1734—1815), дочери Шарля де Рогана (1693—1766), принца де Рошфора. Супруги имели четырех детей:
- Шарль Эжен Лотарингский (25 сентября 1751 — 11 ноября 1825), принц де Ламбеск и граф де Брионн, герцог д’Эльбёф
- Жозефина Лотарингская (26 августа 1753 — 8 февраля 1797), жена с 1768 года принца Виктора Амадея Савойского (1743—1780), наследного принца Кариньяно
- Анна Шарлотта Лотарингская (11 ноября 1755 — 22 мая 1786), мадемуазель де Брионн
- Жозеф Лотарингский (23 июня 1759 — 29 марта 1812), принц де Водемон.